# Condado de Greene (Virgínia)
O Condado de Greene é um dos 95 condados do estado americano de Virgínia. A sede do condado é Stanardsville, e sua maior cidade é Stanardsville. O condado possui uma área de 407 km² (dos quais 1 km² estão cobertos por água), uma população de 15 244 habitantes, e uma densidade populacional de 38 hab/km² (segundo o censo nacional de 2000). O condado foi fundado em 1838.